# Abbott and Costello Meet the Keystone Kops
Abbott and Costello Meet the Keystone Kops este un film de comedie american din 1955. În rolurile principale joacă actorii Abbott și Costello.

## Distribuție
- Bud Abbott — Harry Pierce
- Lou Costello — Wille Piper
- Fred Clark — Joe Gorman
- Lynn Bari — Leota Van Cleef
- Maxie Rosenbloom — Hinds
- Harold Goodwin — Cameraman
- Roscoe Ates — Wagon Driver
- Mack Sennett — Mack Sennett
- Heinie Conklin — Studio Guard
- Hank Mann — Prop Man